# Языки Гвинеи-Бисау
В Гвинее-Бисау официальным языком является гвинейский португальский, несмотря на то, что на нём говорят всего 11 % населения. На гвинейском креольском языке говорят 44 % населения. Французский язык также изучают в школах, так как страна окружена франкоязычными странами и является членом Франкофонии. Также Гвинея-Бисау является членом СПЯС. Однако, знание французского языка в стране значительно ниже, чем знание португальского языка. По данным переписи 2009 года (самой последней проведённой в стране) 27,1% населения Гвинеи-Бисау умеет говорить по-португальски. Последняя перепись также показывает, что на португальском и французском языках говорит соответственно 46,3% и 10,6% городского населения, и 14,7% и 1,6% сельского.

## Языки
В Гвинее-Бисау говорят на 22 языках: бадьяра, байнук-гуньюньо, байот, баланта-кентохе, бассари, биафада, бидього, верхнегвинейский креольский, джаханка, джола-фелупе, джола-фоньи, касанга, кобиана, манджак, мандинка, манканья, мансоанка, налу, папель, португальский, пулаар, сонинке.